# Olympische Sommerspiele 2004/Teilnehmer (Cookinseln)
| Gelbes Symbol für Goldmedaillen mit stilisierten Olympischen Ringen | Graues Symbol für Silbermedaillen mit stilisierten Olympischen Ringen | Braundes Symbol für Bronzemedaillen mit stilisierten Olympischen Ringen |
| ------------------------------------------------------------------- | --------------------------------------------------------------------- | ----------------------------------------------------------------------- |
| —                                                                   | —                                                                     | —                                                                       |

Die Cookinseln nahmen an den Olympischen Sommerspielen 2004 in Melbourne, Australien, mit einer Delegation von drei Sportlern teil.

## Teilnehmer nach Sportarten

### Gewichtheben
- Sam Nunuke Pera
Schwergewicht: 14. Platz

### Leichtathletik
- Harmon Harmon
100 Meter: Vorläufe

- Tereapii Tapoki
Frauen, Diskuswerfen: 40. Platz in der Qualifikation